# El Palmar, Chichiquila
El Palmar är en ort i Mexiko.   Den ligger i kommunen Chichiquila och delstaten Puebla, i den sydöstra delen av landet, 220 km öster om huvudstaden Mexico City. El Palmar ligger 1 848 meter över havet och antalet invånare är 1 560.
Terrängen runt El Palmar är lite bergig, och sluttar österut. Runt El Palmar är det tätbefolkat, med 331 invånare per kvadratkilometer. Närmaste större samhälle är Heroica Coscomatepec de Bravo, 7,5 km söder om El Palmar. Omgivningarna runt El Palmar är en mosaik av jordbruksmark och naturlig växtlighet.